# Piau-Engaly
Piau-Engaly est une station de sports d'hiver des Pyrénées située sur la commune d'Aragnouet, dans le département des Hautes-Pyrénées, en région Occitanie.
Piau est la plus haute des stations des Pyrénées françaises, elle s'étend de 1 400 m à 2 600 m et son centre se situe à 1 860 m.

## Géographie
Station de sports d'hiver des Pyrénées implantée dans le massif de la Munia au bout de la vallée d'Aure, Piau-Engaly est située non loin de la frontière avec l'Espagne, à proximité du tunnel d'Aragnouet-Bielsa, ainsi que du parc national des Pyrénées.

## Architecture
Le projet d'aménagement de la station remonte aux années 60. La construction s'étale entre 1979 et 1985 ; l'architecte bordelais Jean Marc Vialle associé à Philippe Sanchez en est le maitre d'œuvre. L'ensemble est constitué principalement par 4 bâtiments en forme d'arc de cercle, adaptés au dénivelé de la pente, chacun semblant s'enrouler autour des buttes ou mamelons rocheux qui constituent le site primitif ; les façades principales sont orientées en fonction de l'ensoleillement et leur inclinaison à 45° permet de faire bénéficier aux terrasses ou loggias de chaque appartement de cet ensoleillement. Commerces, services et accès aux pistes sont regroupés dans un ensemble circulaire semi enterré au centre de la station à 1860m d'altitude.
L'architecture de la station est unique et s'intègre au paysage naturel qui l'entoure. Les sommets culminants à 3000m rendent l'environnement saisissant.
En 2021, le cabinet d'architecture de renom de Jean Michel Wilmotte participe à la rénovation et la construction de nouveaux hébergements. Dans la cadre du projet "Natura Piau", la résidence de tourisme 4 étoiles l'Ecrin de Badet s'insère parfaitement dans la continuité des établissements existants.

## Équipements
- Ski de piste de 1420 à 2600 m d'altitude.
  - 65 km de pistes avec 42 pistes : 4 vertes, 19 bleues, 12 rouges et 7 noires.
  - 11 remontées mécaniques dont 2 télésièges débrayables. 6 téleskis débrayables et un télécorde(gratuit) - 65 enneigeurs basse pression.
- Snowpark avec modules adaptés à tous les niveaux :
  - rails
  - 1 boardercross
  - 3 snow-boxes
- Balade raquettes guidée
- Baptême chiens de traineaux
- Centre aqualudique
- Snowtubing
- Aire de luge
- Résidence pied de pistes
- Aire de camping-cars (120 places)
  - Dans la vallée du Badet (randonnée, producteur local de fromage, lac de Badet)

## Événements

### Le Derby des Pyrénées
Dans cette station se déroule chaque année au mois de mars le Derby des Pyrénées, une course de glisse. Le principe est de descendre le plus rapidement possible du point le plus haut de la station au point le plus bas, en individuel ou en équipe. Chaque participant choisit son trajet et sa discipline. La course est ouverte à tous les publics.

### Tour de France
La 15e étape du Tour de France 1999 est arrivée sur la station.
| Année | Étape | Catégorie | 1er au sommet     |
| ----- | ----- | --------- | ----------------- |
| 1999  | 15e   | 1         | Fernando Escartín |

## Galerie d'images

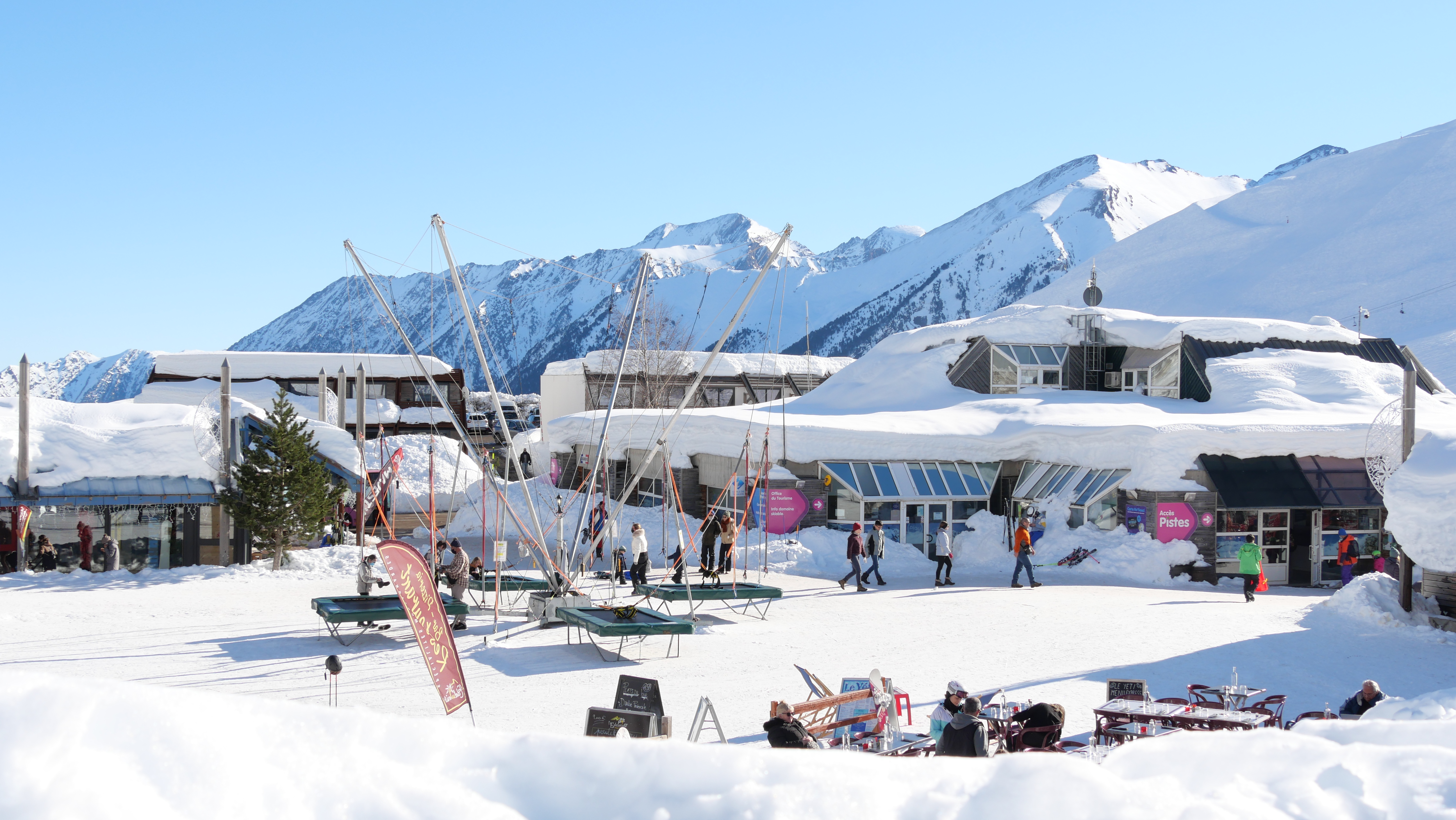
Centre station en hiver

## Navettes internes
Navette Express entre Piau-Engaly — Centre station et Piau-Engaly — Parking P1 exploitée par Farrus et navette entre Piau-Engaly — Centre station et Piau-Engaly — Village exploitée en régie.

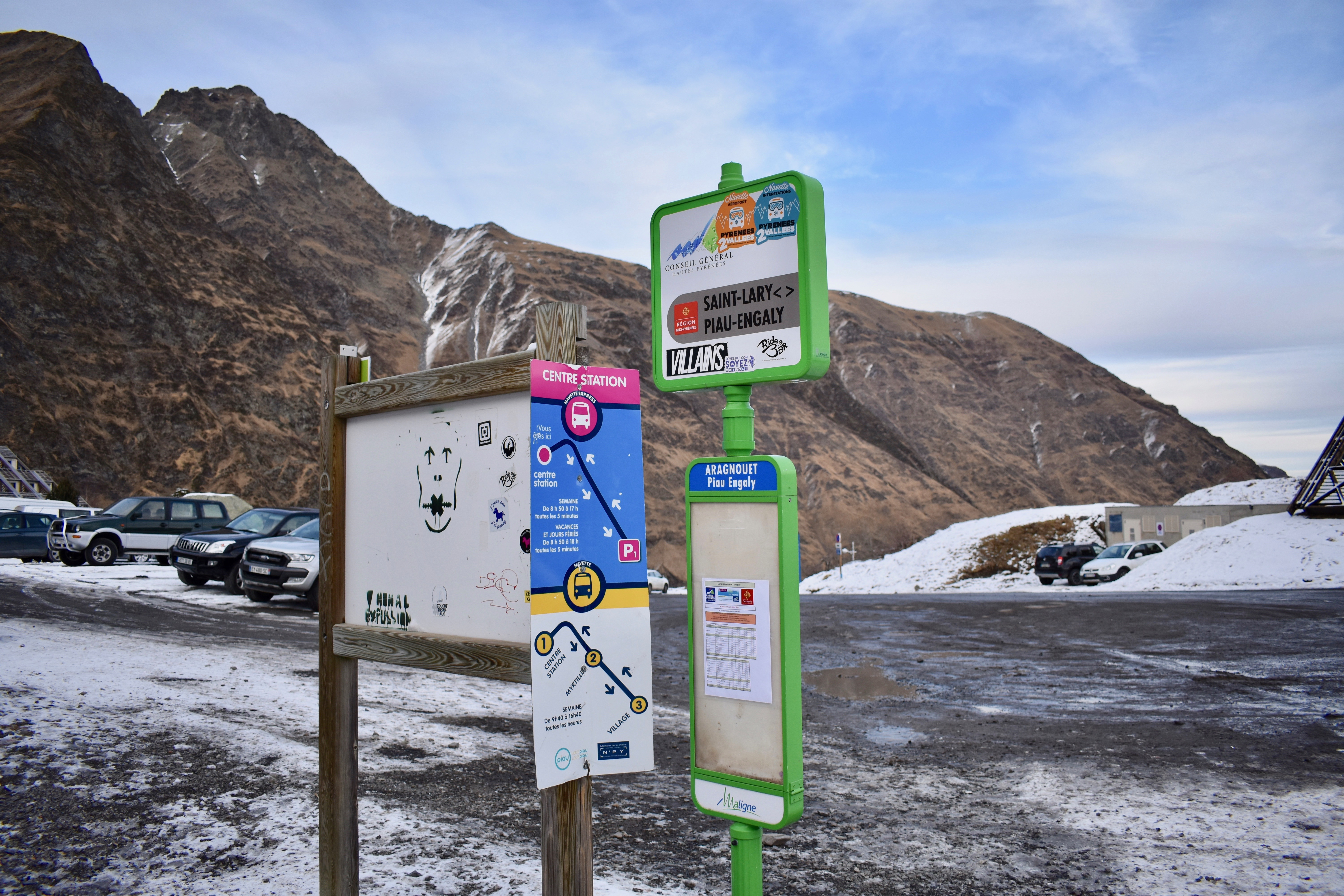
Arrêt de bus